# Compsophorus micans
Compsophorus micans är en stekelart som först beskrevs av Tosquinet 1903.  Compsophorus micans ingår i släktet Compsophorus och familjen brokparasitsteklar. Inga underarter finns listade i Catalogue of Life.